# Team Meritus
MY QI-Meritus.Mahara è un team automobilistico malaysiano, che compete nella GP2 Asia Series. La squadra è di proprietà di Peter Thompson e Firhat Mokhzani, e gestita dall'ingegnere Sean Thompson. La squadra è stata fondata come Qi-Meritus Mahara nel 2003.
Nella Stagione 2009-2010 ha fatto correre tutte le gare a Luca Filippi, ed ha fatto alternare sull'altra auto Diego Nunes ed Alexander Rossi